# Вейделик, Кретьен
Кретьен Андре Вейделик (фр. Chrétien André Waydelich, 28 ноября 1841, Страсбург — 7 сентября 1917, XIV округ Парижа) — французский крокетчик, чемпион и бронзовый призёр летних Олимпийских игр 1900.
На Играх Вейделик участвовал в соревнованиях среди одиночек по два мяча. В первом раунде ему присудили лёгкую победу над другой француженкой Фило Бро. Во втором, он трижды выигрывал у своих соотечественников Блашера, Виньеро и Ж. Сотеро, заняв первое место и выиграв золотую медаль.
Кроме того, он соревновался среди одиночек по одному мячу. Сначала он выиграл первый раунд со счётом 11 очков. Затем, он занял третье место во втором, набрав 20 очков, однако он смог получить бронзовую медаль.